# 9 octobre dans les chemins de fer
9 septembre 9 novembre
Chronologies thématiques
- Croisades
- Sports
- Disney

Cette page concerne les événements qui se sont déroulés un 9 octobre dans les chemins de fer.

## Événements

### XIXesiècle
- 1872. Chili : création à Valparaíso de la compañia de Salitres y ferrocarril de Antofagasta, également connue sous son nom anglais Antofagasta Nitrate and Railway Company

### XXesiècle
- 1904, France : mise en service de la ligne de Castelsarrasin à Beaumont-de-Lomagne par la Compagnie des chemins de fer du Midi et du Canal latéral à la Garonne[1].
- 1940. France : fermeture du Tramway d'Étaples à Paris-Plage.

### XXIesiècle
- 2001. Canada / États-Unis : le Canadien National (CN) rachète la compagnie américaine Wisconsin central pour la somme de 1,2 milliard de dollars.

## Anniversaires

### Naissances
- x

### Décès
- x